# Paradrypetes
Paradrypetes là một chi thực vật có hoa trong họ Rhizophoraceae.

## Loài
Chi Paradrypetes gồm các loài: